# Echipa națională de fotbal a Insulelor Cayman
Echipa națională de fotbal a Insulelor Cayman reprezintă statul Insulele Cayman în fotbalul internațional. Nu s-a calificat la nici un turneu final.

## Calificări

### Campionatul mondial
- 1930 până în 1994 - nu a participat
- 1998 până în 2018 - nu s-a calificat

### Cupa de Aur
- 1991 până în 1996 - nu s-a calificat
- 1998 - s-a retras
- 2000 până în 2011 - nu s-a calificat

## Antrenori
- Dos Santos
- Ken Fogarty (1993–94), (1996–98)
- Márcio Máximo (2000)
- Marcos Tinoco (2004)
- Carl Brown (2008-)